# Europees kampioenschap ijshockey vrouwen
Het Europees kampioenschap ijshockey voor vrouwen is een voormalig ijshockeytoernooi voor landenploegen dat 5× gespeeld werd in de periode 1989-1996. Vanaf de derde editie werd gespeeld in twee groepen waarbij de deelnemers van de tweede groep niet in aanmerking kwamen voor de titel. Het is met het World Women's Hockey Tournament 1987 een voorloper van het wereldkampioenschap en de Olympische Spelen voor vrouwenijshockey. Sinds elk jaar een van die twee wedstrijden wordt georganiseerd, is het Europees kampioenschap niet meer georganiseerd.

## Overzicht van de kampioenschappen
| Jaar | Deelname | Goud    | Zilver  | Brons       | Plaats                                                  |
| ---- | -------- | ------- | ------- | ----------- | ------------------------------------------------------- |
| 1989 | 8        | Finland | Zweden  | Duitsland   | Duitsland (Düsseldorf, Ratingen)                        |
| 1991 | 10       | Finland | Zweden  | Denemarken  | Tsjecho-Slowakije (Havířov, Frýdek-Místek)              |
| 1993 | 6+5      | Finland | Zweden  | Noorwegen   | Denemarken (Esbjerg) + Oekraïne (Kiev)                  |
| 1995 | 6+8      | Finland | Zweden  | Zwitserland | Letland (Riga) + Denemarken (Odense, Esbjerg, Gentofte) |
| 1996 | 6+8      | Zweden  | Rusland | Finland     | Rusland (Jaroslavl) + Slowakije (Trnava, Piešťany)      |